# Patricia Bullrich
Patricia Bullrich Luro (Buenos Aires, 11 giugno 1956) è una politica argentina, ministro della Sicurezza sotto il presidente Javier Milei dal 10 dicembre 2023, dopo esserlo già stata dal 2015 al 2019 durante la presidenza di Mauricio Macri.

## Biografia
Figlia del cardiologo Alejandro Bullrich e di Julieta Luro Pueyrredón, discende, da parte di entrambi i genitori, da illustri e storiche famiglie argentine. Il ramo materno infatti appartiene alla famiglia Pueyrredón, una stirpe di origine galiziana, francese e irlandese i cui membri ebbero un ruolo di primo piano nella politica nazionale sin dall'indipendenza argentina, come il generale Juan Martín de Pueyrredón, Direttore Supremo delle Province Unite del Río de la Plata o il bisnonno di Bullrich, Honorio Pueyrredón, importante esponente dell'Unione Civica Radicale e ministro durante la presidenza di Hipólito Yrigoyen. Da parte del padre, discende da Adolfo Bullrich, un uomo d'affari e politico di origini tedesche che ricoprì la carica di sindaco di Buenos Aires dal 1898 al 1902.
Si impegnò politicamente fin da giovane; abbandonando una potenziale carriera come giocatrice di hockey su prato per dedicarsi completamente all'attivismo politico. All'età di 17 anni era un membro attivo della Gioventù Peronista. In quegli anni lavorò anche nella catena di fast food Cheburger e divenne membro del sindacato dei lavoratori del settore alimentare, incoraggiando anche i suoi colleghi a sindacalizzarsi.
Il 20 giugno 1973 si unì al corteo diretto a Ezeiza per presenziare al ritorno di Juan Domingo Perón in Argentina dopo 18 anni di esilio. Se ne andò prima dell'inizio dei sanguinosi scontri tra peronisti di destra e di sinistra che passarono alla storia come il massacro di Ezeiza. Era presente anche a Plaza de Mayo il 1º maggio 1974, quando Perón, neo-eletto presidente dell'Argentina, espulse i Montoneros e i gruppi giovanili di sinistra dalle celebrazioni. La stessa Bullrich era un membro dei Montoneros, attivo nel sottogruppo Columna Norte comandato da Rodolfo Galimberti. Galimberti aveva anche una relazione con la sorella di Bullrich, Julieta. Bullrich ha negato di essere stata un membro dei Montoneros.
Dopo la morte di Perón, nel 1974, seguì un periodo di violenza politica e di persecuzione contro i Montoneros e altri peronisti di sinistra. L'anno successivo, Bullrich fu arrestata per aver scritto con lo spray messaggi politici sull'ingresso della Facoltà di Filosofia e Lettere dell'Università di Buenos Aires. Trascorse sei mesi in prigione. Una volta rilasciata, abbandonò la facoltà in sociologia all'Università di Buenos Aires per iscriversi a giurisprudenza all'Università di Belgrano.
In seguito al colpo di Stato del 1976, andò in esilio con il suo compagno dell'epoca, Marcelo Langieri, stabilendosi prima in Brasile, poi in Messico, in Spagna e infine in Francia.
Con la fine della dittatura militare entrò nella segreteria del Partito Giustizialista venendo infine eletta deputata nel 1993. Nella seconda metà degli anni novanta si allontanò dal peronismo, entrando nel movimento di Gustavo Béliz Nuova Dirigenza e arrivando infine ad abbandonare il seggio parlamentare nel 1997. In quegli stessi anni fondò la UPT, una piattaforma inizialmente concepita per studiare i fenomeni criminali e nuovi sistemi di sicurezza.
Nel 1999 la UPT entrò nella coalizione Alleanza per Lavoro, Giustizia ed Educazione che conquistò la presidenza con il radicale Fernando de la Rúa. Durante il governo di quest'ultimo Bullrich fu messa a capo del dipartimento di Polizia Criminale e Affari Penitenziari. Nell'ottobre 2000 fu nominata ministro del Lavoro, Impiego e Formazione delle Risorse Umane. Nel corso del suo mandato, occorso in uno dei momenti più drammatici della storia recente dell'Argentina, Bullrich pianificò la riduzione dei salari dei dipendenti statali nonché delle pensioni degli ex dipendenti pubblici. Nell'ottobre dell'anno seguente fu nominata a capo del dicastero della Sicurezza Sociale. 
Nel 2003 si candidò al governo della città di Buenos Aires arrivando quarta con il 10% delle preferenze. Cinque anni più tardi aderì il suo movimento alla Coalizione Civica, un'alleanza di partiti guidata da Elisa Carrió. Nuovamente eletta deputata per la città di Buenos Aires entrò in polemica per alcuni suoi stessi compagni di coalizione allontanandosi dallo schieramento nel quale era stata eletta.
Nel novembre 2015 il presidente eletto Mauricio Macri la nominò ministro della Sicurezza. Nel 2016 fu realizzata un'importante riforma dell'apparato delle forze di sicurezza ovvero la fusione di alcune intendenze della Polizia Federale Argentina con la Polizia Metropolitana di Buenos Aires dando vita così alla nuova Polizia della Città. Durante il suo mandato Bullrich è stata duramente criticata per la repressione operata delle forze dell'ordine durante alcune proteste sindacali nel 2015, in occasione di alcune manifestazioni contro l'Organizzazione Mondiale del Commercio due anni dopo e durante alcune manifestazioni indette dalla comunità mapuche durante la quale trovò la morte, in circostanze controverse, il manifestante Santiago Maldonado.
Dal febbraio 2020 è presidente del partito Proposta Repubblicana (PRO).  Bullrich è a capo della corrente di destra del partito, i cosiddetti falchi (halcones), contrapposta ai moderati guidati da Horacio Rodríguez Larreta. Nel novembre 2022 ha minacciato di picchiare il capo dello staff del suo rivale, inducendo il PRO ad annunciare una tregua all'interno del partito.
Il 1º settembre 2023 si è candidata insieme al deputato radicale Luis Petri alle primarie del PRO in vista delle elezioni presidenziali che si sarebbero tenute nello stesso anno. Nelle votazioni la formula Bullrich-Petri si è imposta contro il tandem Horacio Rodríguez Larreta-Gerardo Morales diventando così la candidata della coalizione Insieme per il Cambiamento per le elezioni presidenziali. Nella tornata elettorale si è aggiudicata il 23,8% dei voti, piazzandosi terza e restando così esclusa dal secondo turno. Sia lei che il suo ex compagno di corsa Petri hanno annunciato la loro intenzione di sostenere Javier Milei nel ballottaggio contro Sergio Massa. Il 1º dicembre 2023 è stata confermata dal presidente eletto Javier Milei come suo Ministro della Sicurezza.